# Kayhan Özer
Kayhan Özer (* 11. Juni 1998 in Adana) ist ein türkischer Leichtathlet, der sich auf den Sprint spezialisiert hat.

## Sportliche Laufbahn
Erste internationale Erfahrungen sammelte Kayhan Özer im Jahr 2017, als er bei den U20-Europameisterschaften in Grosseto im 100-Meter-Lauf mit 10,73 s im Halbfinale ausschied und mit der türkischen 4-mal-100-Meter-Staffel im Vorlauf disqualifiziert wurde. Im Jahr darauf belegte er bei den Balkan-Meisterschaften in Stara Sagora in 40,39 s den vierten Platz mit der Staffel. Bei den Balkan-Hallenmeisterschaften 2019 in Istanbul belegte er in 6,80 s den vierten Platz im 60-Meter-Lauf und schied anschließend bei den Halleneuropameisterschaften in Glasgow mit 6,87 s in der ersten Runde aus. Bei den Europaspielen in Minsk erreichte er nach 10,47 s Rang neun über 100 Meter und anschließend schied er bei den U23-Europameisterschaften im schwedischen Gävle mit 10,75 s im Halbfinale aus und verpasste auch mit der Staffel den Finaleinzug. Daraufhin wurde er bei den Balkan-Meisterschaften in Prawez über 100 Meter im Vorlauf disqualifiziert und nahm im Oktober mit der Staffel an den Weltmeisterschaften in Doha teil, wurde dort aber in der Vorrunde disqualifiziert. 2020 gewann er bei den Balkan-Hallenmeisterschaften in Istanbul in 6,71 s die Bronzemedaille über 60 Meter und bei den Freiluftmeisterschaften in Cluj-Napoca wurde er über 100 Meter disqualifiziert, siegte aber mit der Staffel in 39,63 s. 2021 verteidigte er bei den Balkan-Hallenmeisterschaften in Istanbul in 6,69 s seinen Titel über 60 Meter und schied kurz darauf bei den Halleneuropameisterschaften in Toruń mit 6,69 s im Halbfinale aus. Ende Juni siegte er in 39,64 s mit der Staffel bei den Balkan-Meisterschaften in Smederevo. Anschließend startete er mit der Staffel bei den Olympischen Sommerspielen in Tokio, wurde dort aber in der Vorrunde disqualifiziert.
2022 siegte er in 6,64 s erneut über 60 Meter bei den Balkan-Hallenmeisterschaften in Istanbul und im Juni siegte er in 10,31 s auch bei den Freiluft-Balkan-Meisterschaften in Craiova und belegte dort mit der Staffel in 40,44 s den sechsten Platz. Daraufhin gewann er mit der Staffel in 38,98 s die Silbermedaille bei den Mittelmeerspielen in Oran hinter dem italienischen Team. Anschließend schied er bei den Europameisterschaften in München mit 10,34 s im Halbfinale aus und belegte mit der Staffel in 39,20 s den siebten Platz. Zudem siegte er mit der Staffel in 38,74 s bei den Islamic Solidarity Games in Konya. Im Jahr darauf schied er bei den Halleneuropameisterschaften in Istanbul mit 6,67 s im Halbfinale über 60 Meter aus. Im Juni wurde er bei der 1. Liga der Team-Europameisterschaft im Rahmen der Europaspiele in Chorzów in 10,32 s Dritter im B-Lauf über 100 Meter und wurde in 38,96 s Zweiter im B-Lauf der 4-mal-100-Meter-Staffel. Anschließend siegte er mit der Staffel in 39,09 s bei den Balkan-Meisterschaften in Kraljevo, ehe er bei den World University Games in Chengdu in 10,25 s den siebten Platz über 100 Meter belegte und auch im Staffelbewerb mit 39,69 s auf Rang sieben gelangte. 2024 schied er bei den Hallenweltmeisterschaften in Glasgow mit 6,65 s im Halbfinale über 60 Meter aus. Im Mai gelangte er bei den World Athletics Relays in Nassau mit 39,76 s auf den siebten Platz im B-Lauf in der 2. Qualifikationsrunde über 4-mal-100-Meter für die Olympischen Spiele. Anschließend siegte er in 10,17 s über 100 Meter bei den Balkan-Meisterschaften in Izmir und siegte in 39,54 s auch im Staffelbewerb. Kurz darauf schied er bei den Europameisterschaften in Rom mit 10,45 s im Halbfinale über 100 Meter aus und verpasste mit 39,57 s den Finaleinzug im Staffelbewerb. Im August schied er bei den Olympischen Sommerspielen in Paris mit 10,34 s in der ersten Runde über 100 Meter aus.
2025 wurde er bei der 2. Liga der Team-Europameisterschaft in Maribor in 10,65 s Sechster im A-Lauf über 100 Meter und gelangte mit der 4-mal-100-Meter-Staffel mit 39,38 s auf den fünften Platz im A-Lauf. Anschließend belegte er bei den Balkan-Meisterschaften in Volos in 10,30 s den vierten Platz über 100 Meter und gewann mit der Staffel in 39,05 s die Silbermedaille hinter dem griechischen Team. 
In den Jahren 2020 und 2024 wurde Özer türkischer Meister im 100-Meter-Lauf und von 2019 bis 2022 wurde er Hallenmeister über 60 Meter.

## Persönliche Bestzeiten
- 100 Meter: 10,17 s (+0,9 m/s), 25. Mai 2024 in Izmir
  - 60 Meter (Halle): 6,58 s, 21. Januar 2023 in Jablonec nad Nisou
- 200 Meter: 21,20 s (+1,9 m/s), 5. Juni 2021 in Bursa
  - 200 Meter (Halle): 21,63 s, 17. Januar 2021 in Istanbul